# البطولة الوطنية الأولى لكرة الماء للرجال 2017–18
البطولة الوطنية الأولى لكرة الماء للرجال 2017–18 (بالمجرية: 2017–2018-as magyar férfi vízilabda-bajnokság)‏ هو موسم من البطولة الوطنية الأولى ‏ وهي أرفع بطولة لكرة الماء في المجر. فاز فيه Ferencvárosi TC (men's water polo) ‏.